# Odaiba

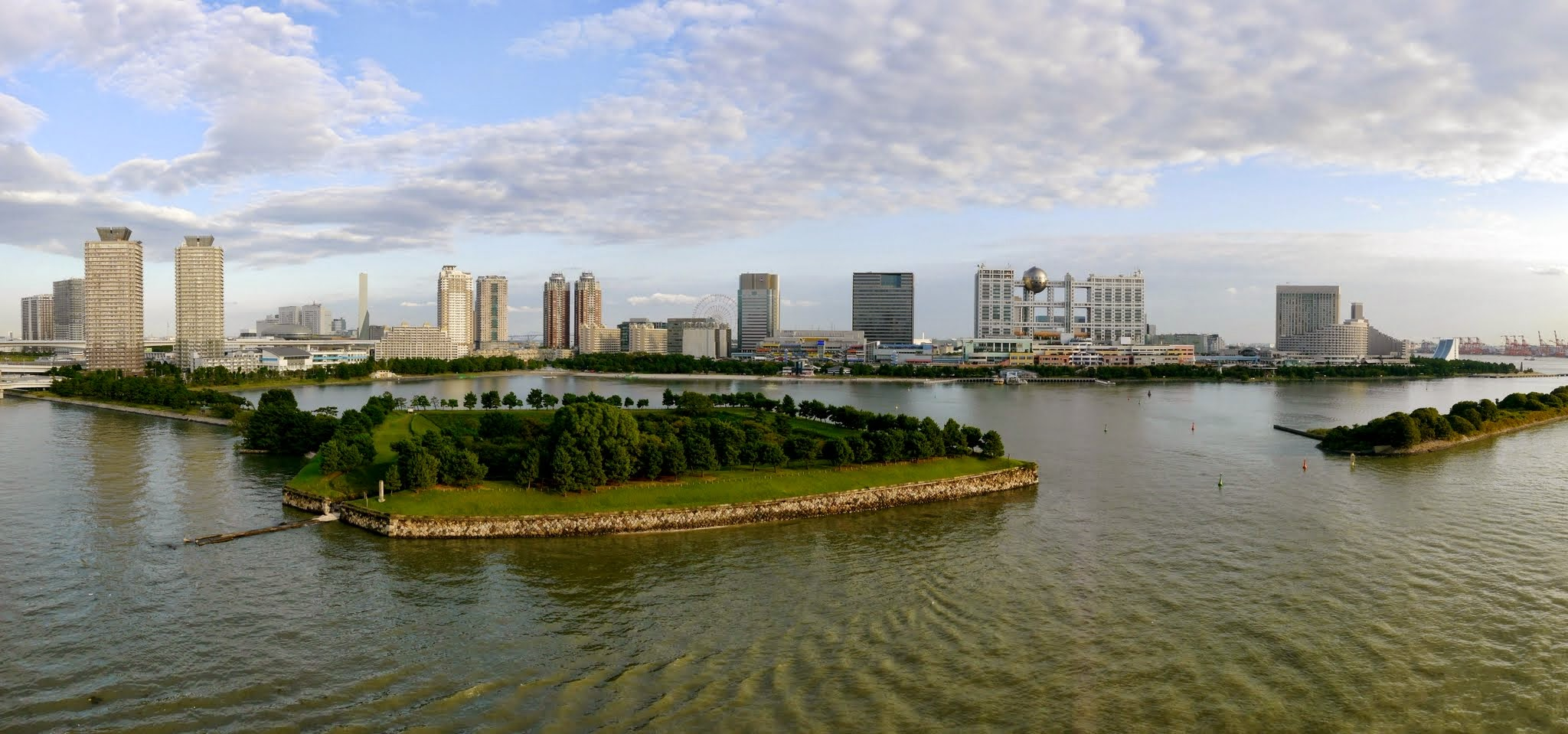
Odaiba nhìn từ Cầu Rainbow vào năm 2014

Odaiba (お台場 (Đài Trường)) là một đảo nhân tạo lớn ở Vịnh Tokyo, Nhật Bản, nằm ở phía bên kia Cầu Rainbow từ trung tâm Tokyo. Hòn đảo ban đầu được xây dựng với mục đích phòng thủ vào những năm 1850, được mở rộng nhanh chóng vào cuối thế kỷ 20 như một quận cảng biển, và sau đó đã được phát triển từ những năm 1990 thành một khu vực thương mại, dân cư và giải trí lớn. Odaiba, cùng với Minato Mirai 21 ở Yokohama, nằm trong số một vài vùng bờ biển nhân tạo ở Vịnh Tokyo có vùng nước có thể tiếp cận được mà không bị bất cứ khu công nghiệp hay cảng biển nào chặn lại. Trong các bãi biển cát nhân tạo trên vịnh, Công viên Biển ở Kanazawa-ku là nơi phù hợp để tắm biển, Odaiba có một khu, và có hai khu nữa ở vùng Công viên Kasai Rinkai nhìn về phía Tokyo Disneyland.
Daiba (台場 (Đài Trường)) là tên chính thức để chỉ một quận trong khu phát triển đảo ở Khu Minato. Shintaro Ishihara dã sử dụng Odaiba để chỉ tới toàn bộ Trung tâm Thành phố Biển Phụ trợ Tokyo (東京臨海副都心 Tōkyō Rinkai Fukutoshin) bao gồm các quận Ariake và Aomi của Khu Kōtō và quận Higashi-Yashio của Khu Shinagawa.

## Lịch sử

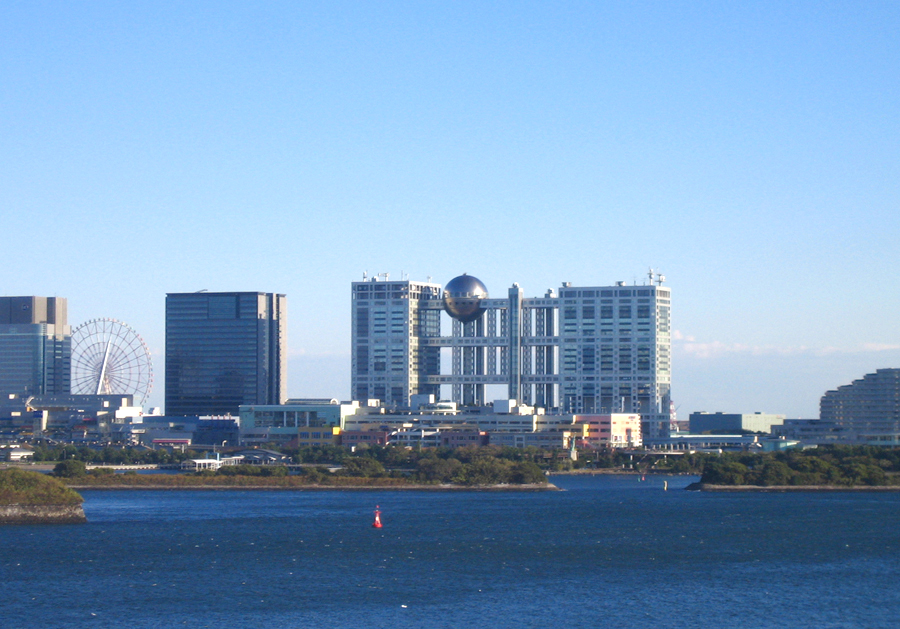
Khung cảnh Odaiba nhìn từ phía bắc: tòa nhà Fuji TV nằm ở giữa, vòng quay quan sát Daikanransha nằm phía bên trái, các khu mua sắm ở phía trước, và khách sạn Nikko ở phía bên phải

Cái tên Odaiba xuất phát từ tập hợp sáu pháo đài trên đảo được xây dựng năm 1853 bởi Egawa Hidetatsu cho chính quyền Mạc phủ Tokugawa nhằm bảo vệ Edo khỏi bị tấn công từ biển, với mối đe dọa chính là hạm đội Hắc Thuyền của Phó Đề đốc Matthew Perry đã tiếp cận vùng biển cùng năm đó. Daiba trong tiếng Nhật chỉ các khẩu đội đại bác được đặt trên đảo. Năm 1928, khẩu đội Dai-San Daiba (第三台場) hay "Khẩu đội pháo số 3" đã được phục dựng lại và trưng bày cho công chúng tại Công viên Đô thị Daiba, tới ngày nay vẫn còn mở cửa.

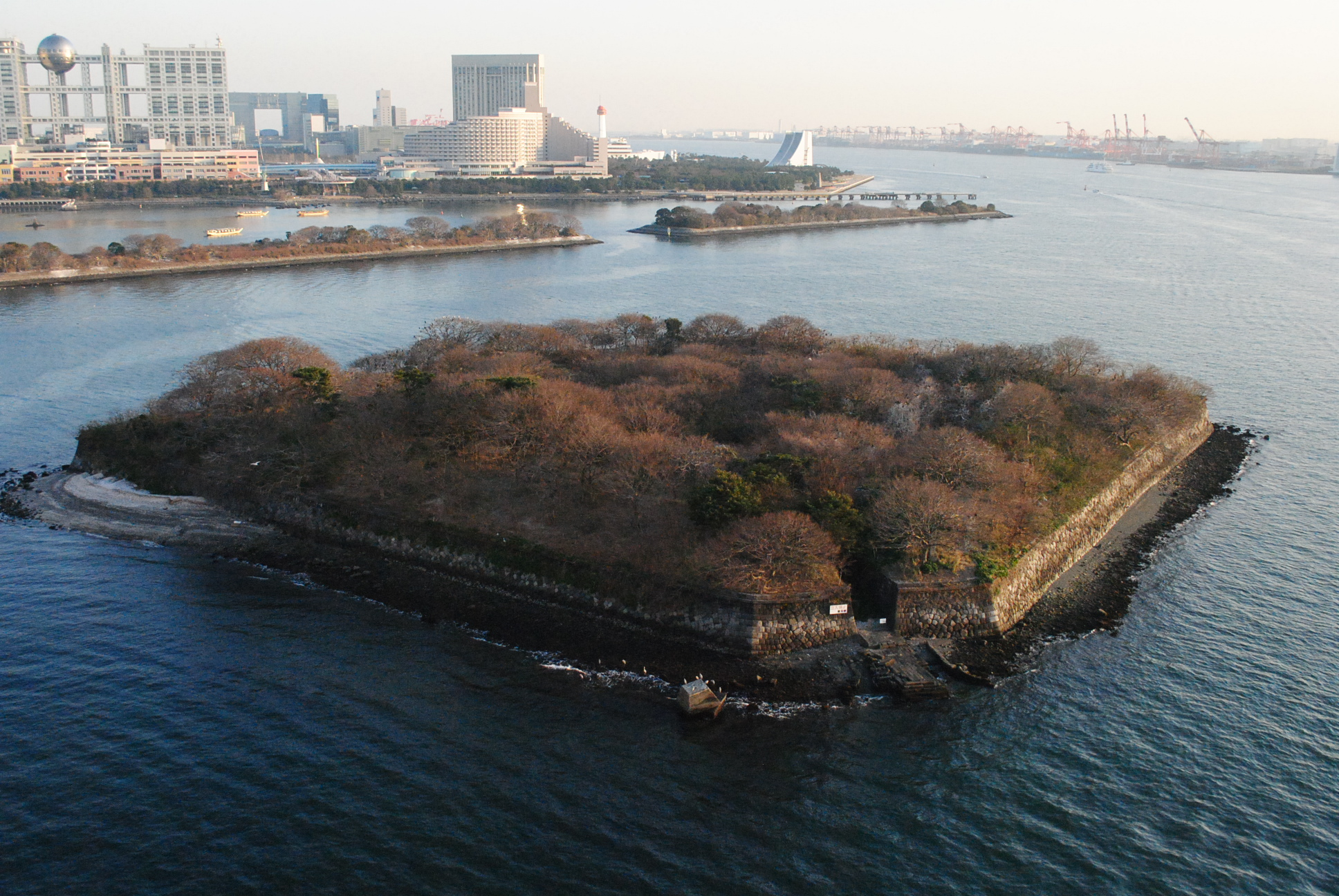
Dai-Roku Daiba (第六台場) hay "Khẩu đội pháo số 6", một trong các đảo khẩu đội pháo gốc tời Edo, nhìn từ Cầu Rainbow. Khu vực phát triển của Odaiba nằm ở phía hậu cảnh.

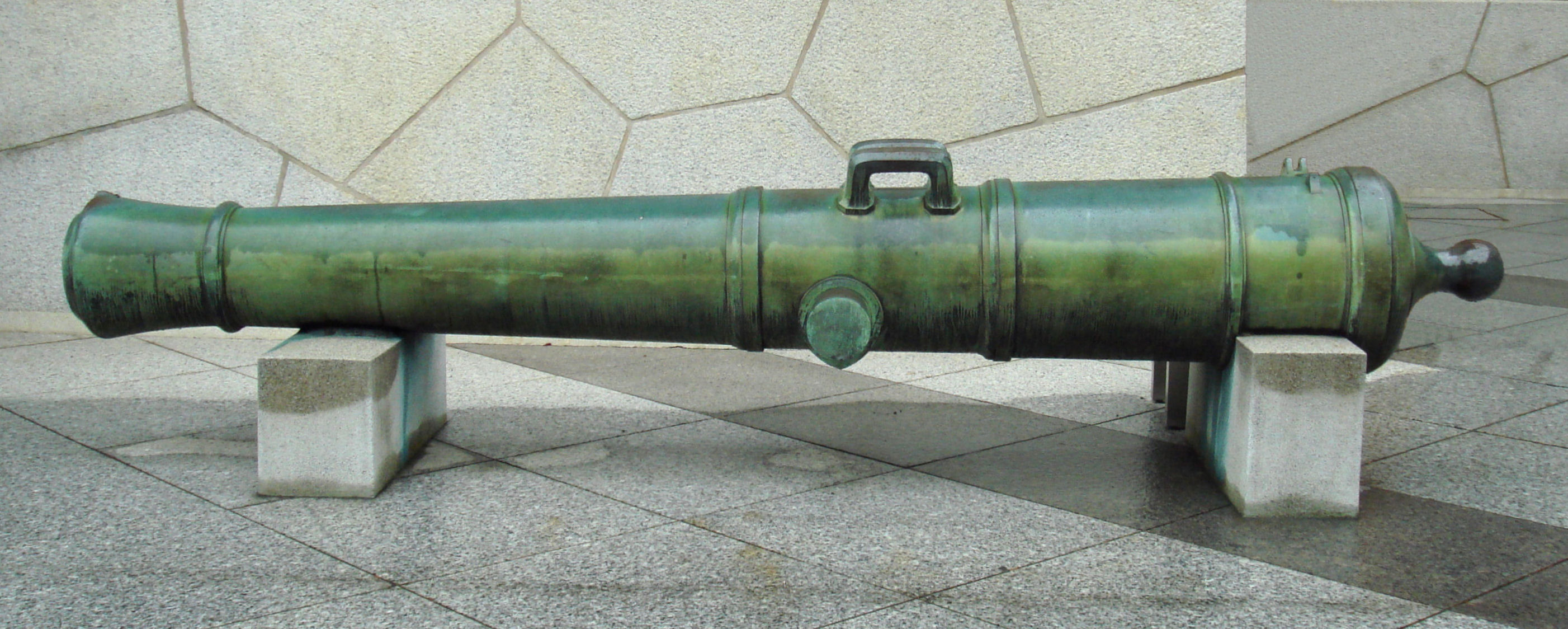
Một trong những khẩu pháo của Odaiba, nay nằm tại Đền Yasukuni. Cân nặng 80 pound, làm bằng đồng điếu, nòng súng: 250 mm, chiều dài: 3830 mm.

Trong số 11 khẩu đội được dự định, bảy khẩu đội được bắt đầu xây dựng nhưng chỉ có sáu được hoàn thành.  Các khẩu đội từ số 1 tới số 3 được hoàn thành trong tám tháng năm 1853. Trong số các khẩu đội từ số 4 tới số 7 được bắt đầu thi công năm 1854, chỉ số các khẩu đội số 5 và 6 được hoàn thành vào cuối năm. Các khẩu đội số 4 và 7 đã bị bỏ dở khi đã còn từ 30% tới 70% chưa hoàn thành, và một khẩu đội trên bờ gần Gotenyama được xây dựng thay thế. Khẩu đội số 4 được xây dựng trở lại vào năm 1862 và hoàn thành năm 1863.
Hòn đảo Odaiba hiện đại bắt đầu thành hình khi Cảng Tokyo được mở năm 1941. Cho tới giữa thập niên 1960 tất cả ngoại trừ hai khẩu đội hoặc là đã bị dỡ bỏ cho đường đi của tàu thuyền hoặc đã được đưa vào cơ sở hạ tầng cảng Shinagawa và đảo Tennozu. Năm 1979, vùng đất khi đó được gọi là Bãi đất số 13 (nay là các quận Minato-ku Daiba, Shinagawa-ku Higashi-Yashio và Kōtō-ku Aomi), được hoàn thành, kết nối trực tiếp với "Khẩu đội số 3" cũ. "Khẩu đội số 6" bị bỏ lại trước thiên nhiên.
Thống đốc Tokyo Shunichi Suzuki bắt đầu một kế hoạch phát triển lớn vào đầu những năm 1990 nhằm tái cơ cấu lại Odaiba thành khu Tokyo Teleport Town, một nơi biểu diễn lối sống của tương lai, với các khu nhà dân cư và thương mại là nơi ở của hơn 100.000 người. Quá trình tái phát triển được dự kiến hoàn thiện vào đúng sự kiện "Triển lãm Đô thị Quốc tế" được lên kế hoạch diễn ra vào mùa xuân năm 1996.
Người kế nhiệm của Suzuki là Yukio Aoshima đã tạm hoãn dự án vào năm 1995, vào thời điểm này hơn 1 nghìn tỷ JPY đã được đổ vào dự án, và Odaiba vẫn thưa thớt dân và đầy khu đất trống. Nhiều công ty đặc biệt được thành lập để phát triển hòn đảo về cơ bản đã phá sản. Sự vỡ bong bóng giá tài sản Nhật Bản là tác nhân lớn, khi mà nó làm sự phát triển thương mại nói chung tại Tokyo bị ảnh hưởng. Khu vực này cũng bị coi là không thuận tiện cho kinh doanh, do những con đường kết nối tới Tokyo—cây cầu Rainbow và tuyến tàu nhanh Yurikamome—khiến cho việc di chuyển từ và tới trung tâm Tokyo khá tốn thời gian.
Khu vực bắt đầu vực dậy vào cuối thập niên 1990 như một vùng du lịch và giải trí, với một vài khách sạn và khu mua sắm lớn. Một vài công ty lớn bao gồm Fuji Television đã chuyển trụ sở của họ tới đảo, và các đường liên kết giao thông đã được cải thiện với Tuyến đường sắt Rinkai kết nối với mạng lưới đường sắt JR East vào năm 2002 và tuyến Yurikamome được mở rộng về phía đông tới Toyosu vào năm 2006. Tokyo Big Sight, trung tâm hội nghị ban đầu được Thống đốc Suzuki dự định là khu hội nghị liên thành phố, cũng đã trở thành một địa điểm lớn cho các triển lãm quốc tế.
Giải đua xe D1 Grand Prix đã tổ chức một vài sự kiện tại Odaiba từ năm 2004.
Odaiba là một trong các địa điểm tổ chức Thế vận hội Mùa hè 2020 sắp tới. Các sự kiện dự kiến được tổ chức tại đây bao gồm bóng chuyền bãi biển tại Công viên Shiokaze, ba môn phối hợp và bơi marathon tại Công viên Hải dương Odaiba, và thể dục dụng cụ tại một nhà thi đấu thể dục dụng cụ mới.

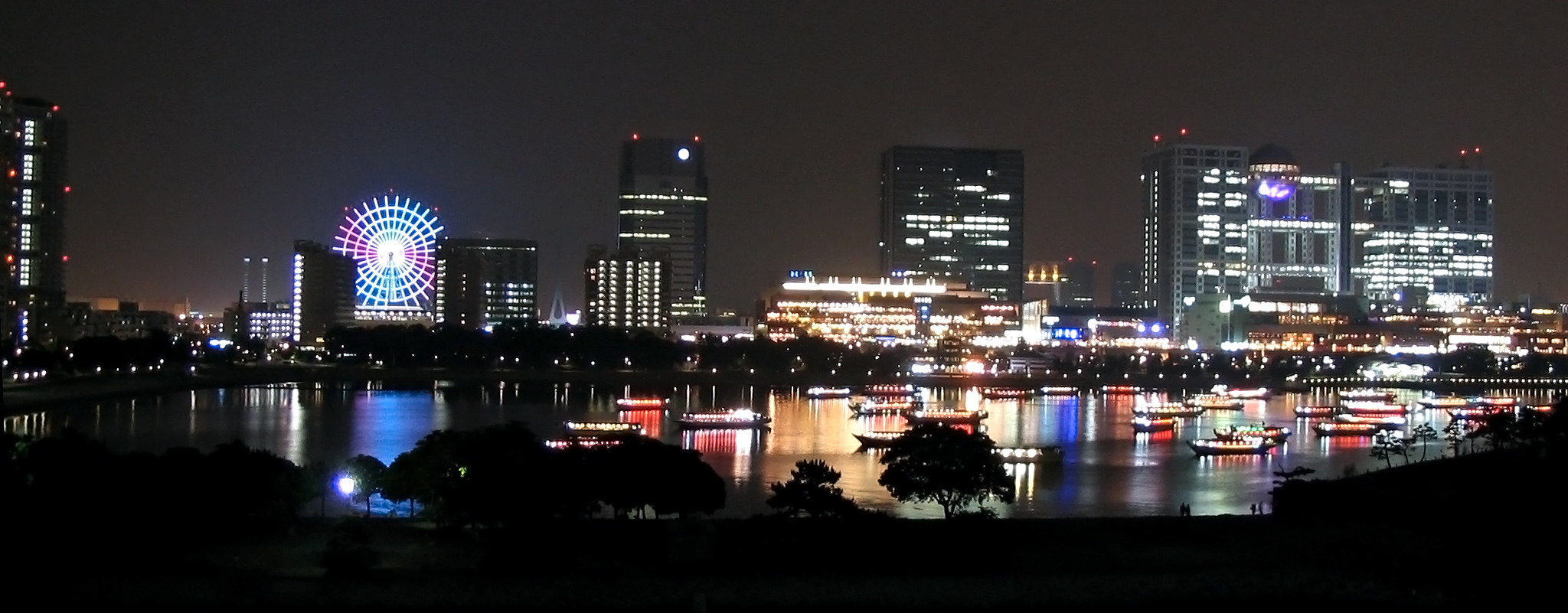
Odaiba buổi đêm với những con thuyền Yakatabune trên vịnh ở tiền cảnh

## Các thắng cảnh

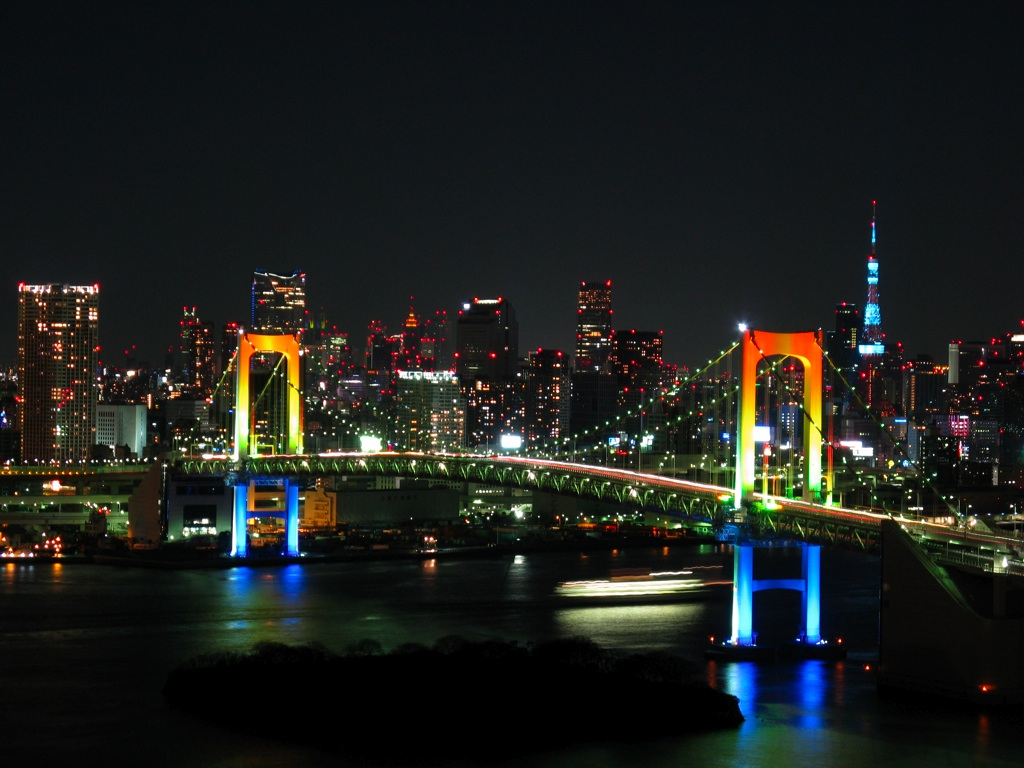
Cầu Rainbow

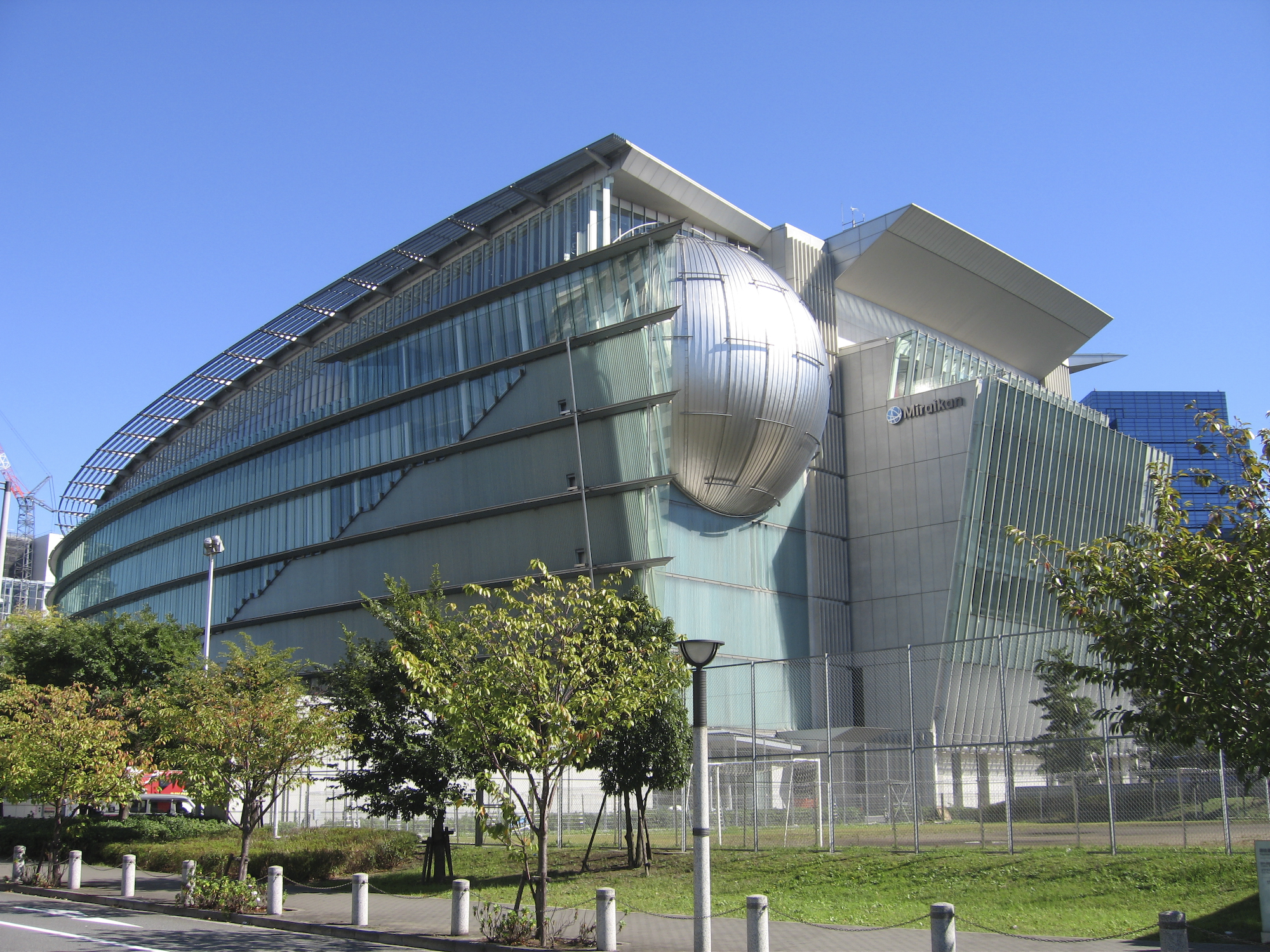
Miraikan

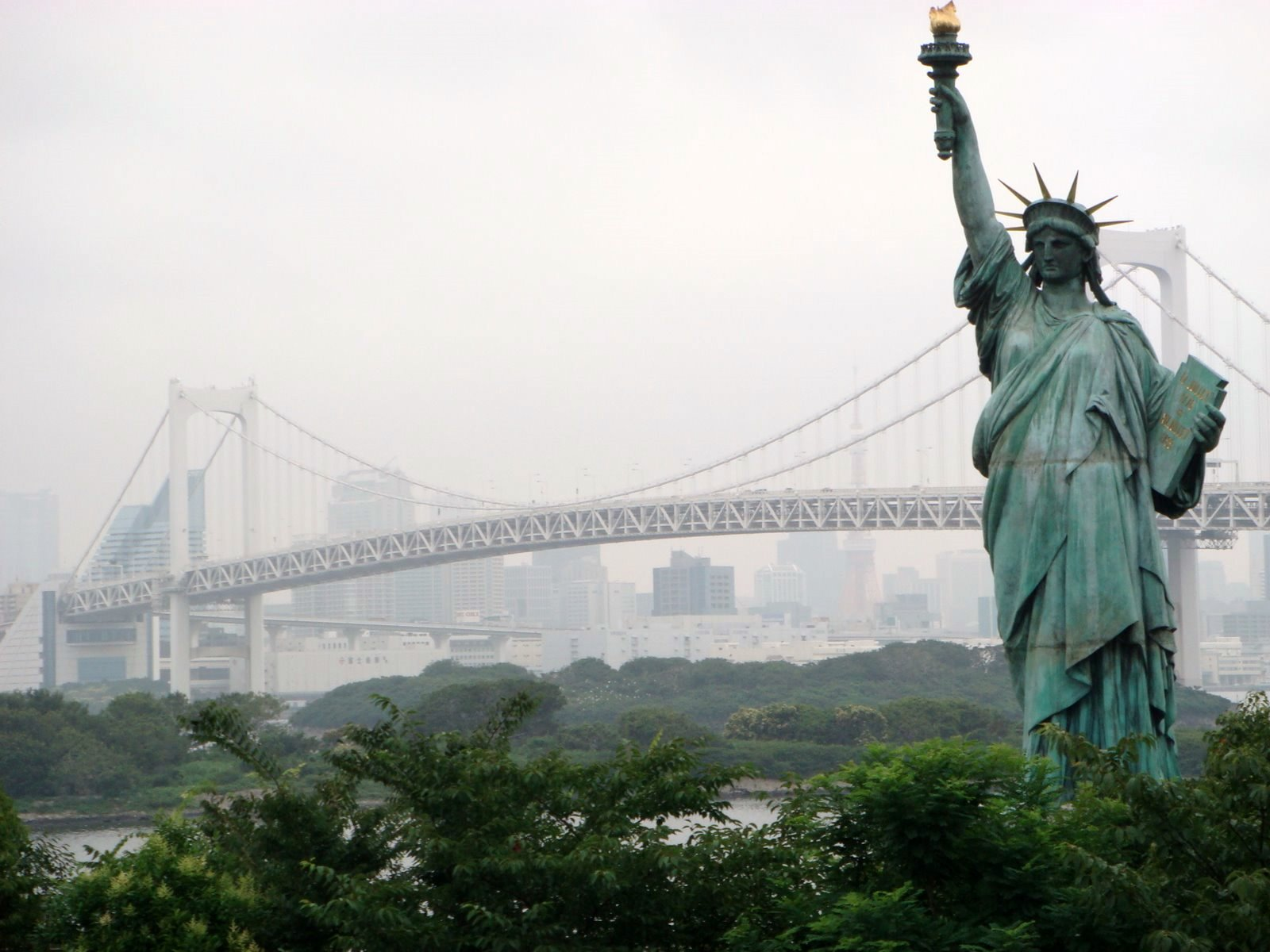
Bản sao Tượng Nữ thần Tự do ở Odaiba, với Cầu Rainbow phía sau.

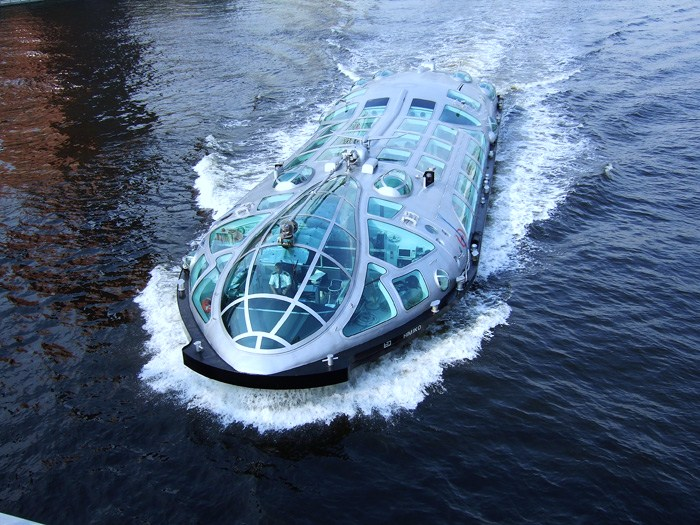
Tokyo Cruise Ship

Odaiba ngày nay là một điểm đến mua sắm và tham quan nổi tiếng với người dân Tokyo và khách du lịch. Các thắng cảnh lớn bao gồm:
- Palette Town:
  - Daikanransha, một vòng quay quan sát lớn 115 mét (377 ft)
  - Megaweb, khu triển lãm của hãng xe Toyota
  - Tokyo Leisure Land, khu trò chơi, karaoke, bowling 24 giờ
  - Venus Fort, một khu mua sắm mang phong cách Venice
  - Zepp Tokyo, một trong những sân khấu biểu diễn/hộp đêm lớn nhất của Tokyo
- Trường quay của Fuji Television với một tòa nhà riêng được thiết kế bởi Kenzo Tange
- Miraikan, Bảo tàng Khoa học và Sáng tạo Mới nổi Quốc gia của Nhật Bản
- Cầu Rainbow kết nối Odaiba tới trung tâm Tokyo
- Trung tâm Triển lãm Quốc tế Tokyo Big Sight
- Trung tâm mua sắm Aqua City
- Trung tâm mua sắm Diver City
  - Gundam Base Tokyo, với bức tượng nhân vật Gundam cao 22 mét (72 foot)[9][10]
  - Zepp DiverCity
- Trung tâm mua sắm Decks Tokyo Beach, với Sega Joypolis và Little Hong Kong
- Bảo tàng Khoa học Hải dương (Fune no kagakukan) với hồ bơi
- Nhà tắm công cộng Oedo-Onsen-Monogatari với nước trong bồn tắm dâng lên từ độ sâu 1400 mét dưới mặt đất và 14 bồn tắm khác nhau[11]
- Công viên Shiokaze với khu nướng BBQ và công viên Higashi Yashio
- Tòa nhà Telekom Center (trụ sở cũ của MXTV) với đài quan sát
- Một trong hai bãi biển ở vùng đô thị Tokyo (cấm bơi), cùng với Công viên Kasai Rinkai ở Khu Edogawa
- A replica of the Statue of Liberty
- Panasonic Centre, một phòng trưng bày khoa học và công nghệ

## Giao thông

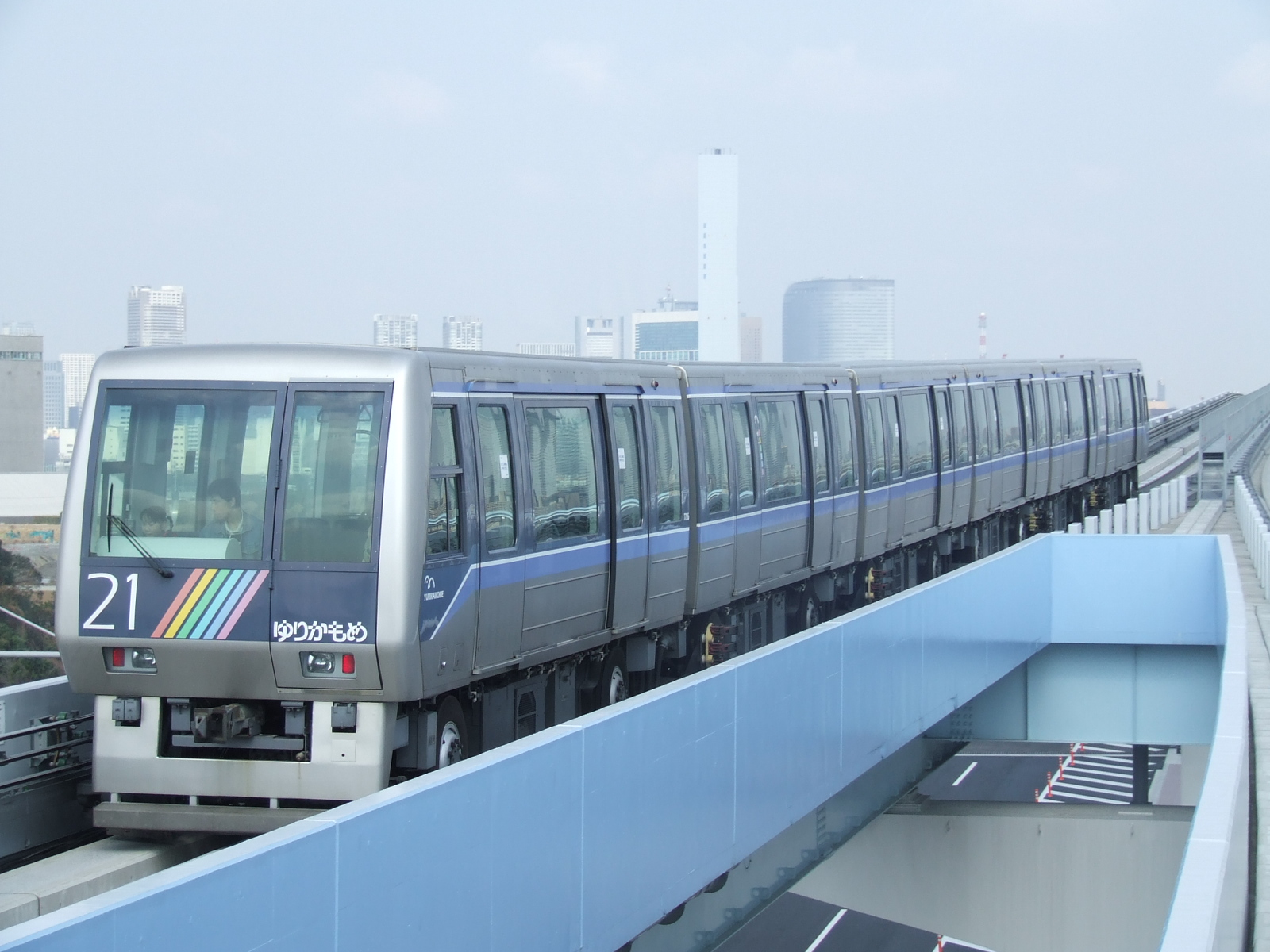
Dịch vụ giao thông tự động Yurikamome

Hai tuyến Cao tốc Shuto tiếp cận tới Odaiba: Tuyến 11 đi từ trung tâm Tokyo qua Cầu Rainbow, trong khi Tuyến Wangan vào từ Khu Shinagawa qua Đường hầm Cảng Tokyo và từ những khu đối diện vịnh ở Tokyo và Tỉnh Chiba về phía đông.
Thông qua giao thông công cộng, có thể tiếp cận Odaiba qua hệ thống giao thông tự động Yurikamome từ Shimbashi và Toyosu. Tuyến Rinkai do tư nhân hoạt động chạy giữa Shin-Kiba và Ōsaki nhưng nhiều chuyến tàu kết nối trực tiếp tới Shibuya, Shinjuku, và Ikebukuro. Các chuyến xe buýt thành phố thì rẻ hơn nhưng đi chậm hơn. Các chuyến phà kết nối Odaiba với Asakusa chạy dọc Sông Sumida và Công viên Kasai Rinkai ở phía đông Tokyo.

## Trong văn hóa
Odaiba, Cầu Rainbow, và các phần khác trong khu vực xung quanh là bối cảnh lớn của series truyền hình Digimon Adventure.